# Distrito de Füzesabony
El distrito de Füzesabony (húngaro: Füzesabonyi járás) es un distrito húngaro perteneciente al condado de Heves.
En 2013 su población era de 30 396 habitantes. Su capital es Füzesabony.

## Municipios
El distrito tiene una ciudad (en negrita), un pueblo mayor (en cursiva) y 14 pueblos (población a 1 de enero de 2012):
- Aldebrő (649)
- Besenyőtelek (2569)
- Dormánd (1040)
- Egerfarmos (675)
- Füzesabony (7781) – la capital
- Kál (3501)
- Kápolna (1575)
- Kompolt (2098)
- Mezőszemere (1232)
- Mezőtárkány (1575)
- Nagyút (660)
- Poroszló (2715)
- Sarud (1126)
- Szihalom (1938)
- Tófalu (526)
- Újlőrincfalva (250)